# Napoleó II
Napoleó Francesc Josep Carles Bonaparte (París, 20 de març de 1811 - Viena, 22 de juliol de 1832), també conegut com a Napoleó II, Emperador dels francesos, era fill de Napoleó I i de l'emperadriu Maria Lluïsa. Va ser conegut sobretot com a Rei de Roma, i més endavant com l'Aguilot.

## Naixement
El 20 de març de 1811, Napoleó I va veure satisfet el seu més anhelat desig, l'emperadriu Maria Lluïsa el va fer pare d'un hereu legítim. El jove príncep rep, des del seu naixement, el títol de rei de Roma en virtut del senat-consult del 17 de febrer de 1810. Així mateix, la constitució del 2 de floreal de l'Any XII (el 18 de maig de 1804), atorgava el títol de Príncep Imperial al fill gran de l'Emperador. Per a celebrar la naixença del seu fill, l'emperador va idear un projecte que es digué el Palau del Rei de Roma que tanmateix no es realitzà mai.

## 1814: la primera abdicació de Napoleó I

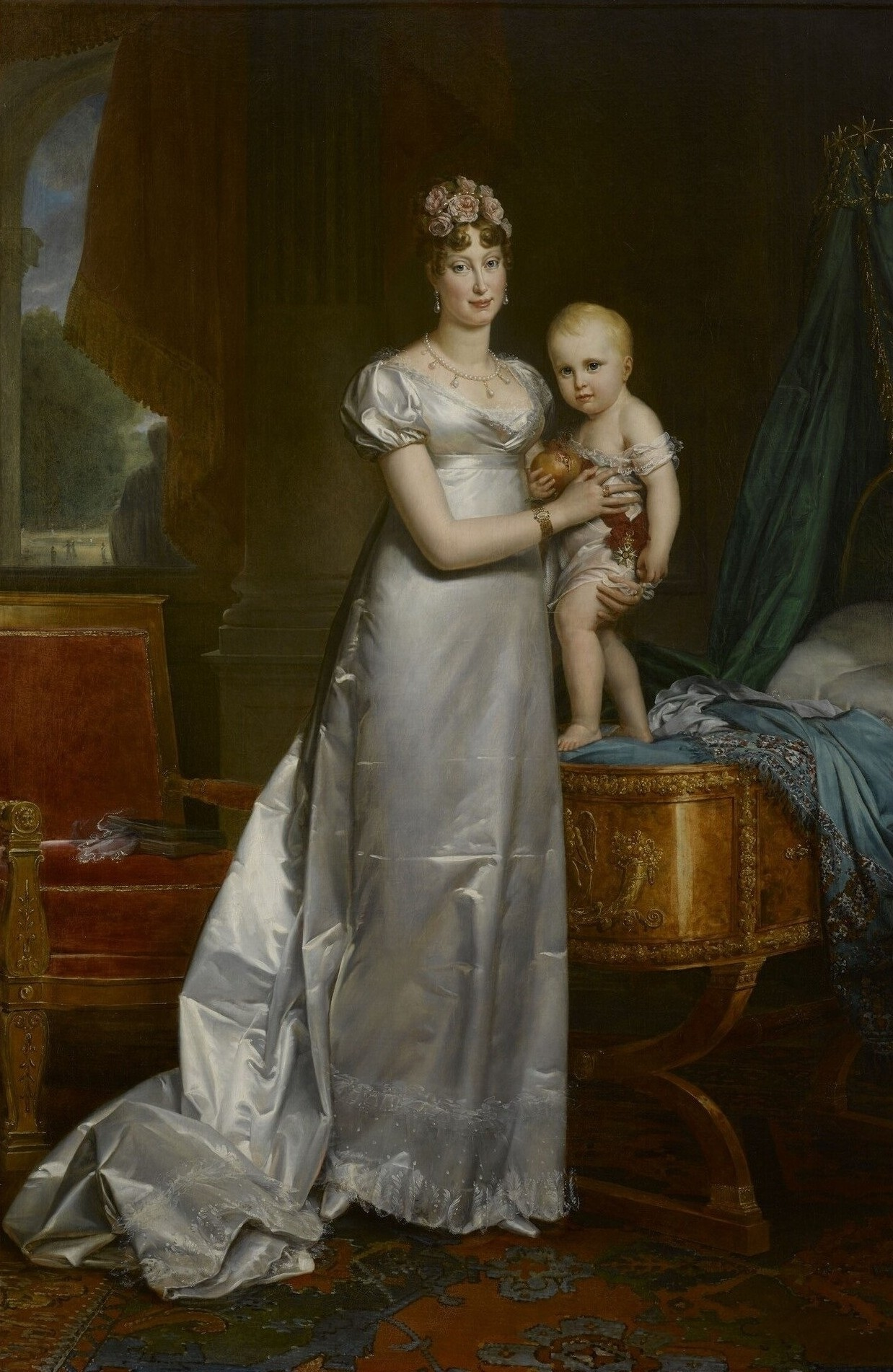
L'emperadriu Maria Lluïsa i el rei de Roma.

Després de la campanya de França i de la presa de París, María Lluïsa i el seu fill es van refugiar en Rambouillet i després a Blois. El 3 d'abril, el seu pare l'Emperador va ser deposat pel Senat, i sota la pressió dels seus mariscals, el 4 d'abril va redactar a Fontainebleau una acta d'abdicació salvaguardant els drets del seu fill, però davant la impossibilitat d'emprendre una ofensiva sobre París per la defecció de Marmont, va abdicar novament el 6 d'abril, aquesta vegada incondicionalment, i així poder negociar amb els aliats. L'11 d'abril, el tractat de Fontainebleau amb els vencedors, va establir finalment la renúncia de sobirania a França i Itàlia per a si i la seva família. Napoleó es va acomiadar a les seves tropes el 20 d'abril de 1814 a Fontainebleau i se'n va anar a l'illa d'Elba. Un seguici que portava María Lluïsa i el seu fill a Viena va marxar el 23 d'abril de 1814.
Va tenir també el títol de príncep de Parma, ja que el tractat de Fontainebleau conferia la sobirania del principat de Parma, Plasencia i Guastalla a l'emperadriu Maria Lluïsa amb el dret de successió del seu fill, que va prendre des d'aquest moment el títol de príncep de Parma, Plasència i Guastalla. Però pel tractat de 10 de juny de 1817 es va retirar definitivament el fill de Maria Lluisa i el seu títol i els seus drets sobre Parma que ja havien estat retornats als Borbó-Parma per l'article 99 del Congrés de Viena.

## Els Cent Dies: la segona abdicació de Napoleó I
Durant els Cent Dies, l'Acta Addicional a les Constitucions de l'Imperi del 22 abril 1815 va retornar al fill de Napoleó I el títol de Príncep Imperial, però no el de rei de Roma.
A la fi dels Cent Dies, el 22 de juny, Napoleó I realitza la seva segona abdicació al palau de l'Elisi, que assenyala: «la meva vida política s'acaba, i proclamo el meu fill, sota el títol de Napoleó II, emperador dels francesos». Però Napoleó II viu llavors a Viena, en mans del seu avi l'emperador Francesc I d'Àustria. La Cambra de Representants i la dels Pares, van reconèixer l'abdicació de Napoleó I i la proclamació de Napoleó II i van procedir a designar un govern provisional (Comissió de govern) presidit pel Duc d'Otranto, i quatre membres més. La comissió de govern el designa, en tots els seus documents, com a emperador, abans de dissoldre's el 7 de juliol de 1815. Lluís XVIII va entrar a París el 8 de juliol de 1815 per regnar-hi de nou.

## Viena
Després de 1815, el jove príncep, conegut ara com a «Franz» més que com a "Napoleó", era un captiu virtual a la cort del seu avi a Viena. El seu avi, l'emperador Francesc I, li va conferir el títol de Duc de Reichstadt el 1818. Reichstadt és una localitat situada a Bohèmia (actualment Zákupy, República Txeca), amb rendes importants del ducat.
El 1830, quan el rei Carles X va perdre el tron de França, el jove Napoleó, malalt de tuberculosi, no va poder plantejar cap intent de successió.

## Paternitat
Tot i que el Duc de Reichstadt no es va casar ni va tenir descendència, els historiadors consideren altament probable la seva paternitat de Maximilià I de Mèxic. Els últims anys de la seva vida, va estar molt íntimament vinculat a la seva cosina la princesa Sofia de Baviera, esposa de l'arxiduc Francesc Carles d'Àustria. L'arxiduquessa Sofia ja era mare de l'arxiduc Francesc Josep, futur emperador d'Àustria-Hongria i en el curs de la seva relació va néixer el seu segon fill, Maximilià, futur emperador de Mèxic.

## Mort

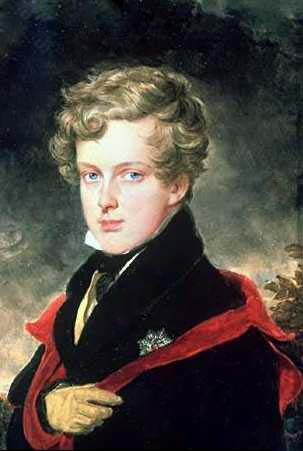
Napoleó II.

Napoleó II va morir el 22 de juliol de 1832, afectat de tuberculosi, al palau de Schönbrunn (Viena).
El 1940 les seves restes van ser traslladades, com a regal d'Adolf Hitler a França, des de Viena a la cúpula dels Invàlids de París, al costat de la tomba del seu pare, l'emperador. No obstant això, el seu cor encara es troba a l'Herzgruft de l'Augustinekirche, Viena.